# Can Bosch Nou
Can Bosch Nou és un edifici noucentista del municipi de Vilanova del Vallès  a la comarca del Vallès Oriental. Forma part de l'Inventari del Patrimoni Arquitectònic de Catalunya.

## Descripció
És un edifici aïllat de tipologia ciutat-jardí. Consta de planta baixa i dos pisos d'alçada, cobert amb teulada a doble vessant. Sobresurt una torre-mirador coberta a quatre vessants i amb rajola vidriada. El voladís de la teulada està aguantat per mènsules de fusta escalonades. Les obertures fan corba a la banda superior, tot seguint els emmarcaments, mentre els porticons de fusta es fan treballs de caladets. Els ampits alternen la rajola de ceràmica blanca i blava. A l'exterior hi ha una creu de ceràmica del 1919.

## Història
Can Bosch és un antic mas que és documentat en el capbreu del segle xiv. També apareix en el fogatge de 1553 i té continuïtat fins al nostre segle. A principi del segle xx es va construir Can Bosch nou seguint la tipologia d'edifici ciutat-jardí dins d'una estètica propera al Noucentisme. No coneixem la data de construcció exacta, però podria ser la mateixa que apareix a la creu de la porta: el 1919.